# Peter Schuster (Historiker)

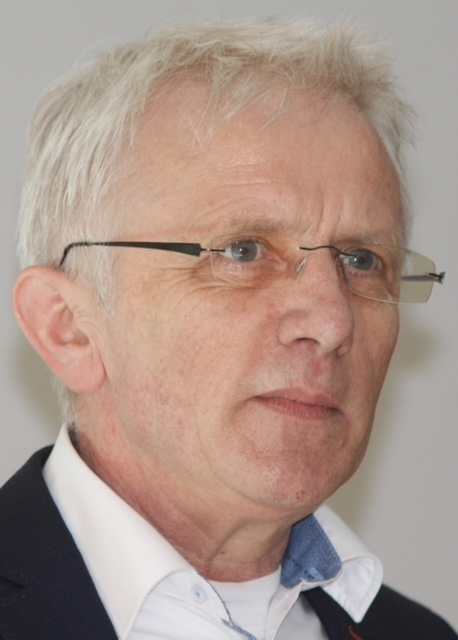
Peter Schuster bei einer Tagung des Konstanzer Arbeitskreises für mittelalterliche Geschichte (2017)

Peter Schuster (* 5. Dezember 1957 in Detmold) ist ein deutscher Historiker.

## Karriere
Peter Schuster studierte Geschichte, Mathematik und Betriebswirtschaftslehre an der Universität Bielefeld. Nach dem Ersten Staatsexamen 1986 in Geschichte und Mathematik für das Lehramt an der Sekundarstufe II, dem Referendariat 1987/1988 und der Promotion 1991 war er 1992 künstlerisch wissenschaftlicher Angestellter am NRW-Kultursekretariat. 1993 bis 1997 war er als wissenschaftlicher Angestellter an der Universität Bielefeld beschäftigt. Die Habilitation folgte 1997, die mit dem Franz-Ludwig-Baumann-Preis der Gesellschaft Oberschwaben für Politik und Kultur ausgezeichnet wurde. Von 1998 bis 2000 übernahm er dann die Vertretung der Professur für Mittlere Geschichte an der Georg-August-Universität Göttingen sowie von 2000 bis 2001 die Vertretung der Professur für Geschichte des Mittelalters an der Universität Bielefeld.
Von 2002 bis 2006 war er Studienrat am Städtischen Gymnasium Gütersloh und leitete während dieser Zeit von 2003 bis 2006 das interdisziplinäre Forschungsprojekt Freundschaft und Verwandtschaft. Zur Unterscheidung und Relevanz zweier sozialer Beziehungssysteme. Von 2006 bis 2010 war er als Professor für Geschichte des Spätmittelalters an der Universität des Saarlandes tätig. Einen Ruf an die Universität zu Köln lehnte er 2010 ab. Seit 2011 ist er als Professor für Allgemeine Geschichte unter besonderer Berücksichtigung des Mittelalters und der frühen Neuzeit an der Universität Bielefeld tätig. Von 2014 bis 2017 war er dort Dekan der Fakultät für Geschichtswissenschaft, Philosophie und Theologie. Peter Schuster übernahm einige Gastprofessuren, an der EHESS (École des hautes études en sciences sociales) in Paris, sowie an der Notre Dame University und an der Universität Bologna.
Seine Forschungsinteressen sind Stadtgeschichte, Kriminalitätsgeschichte, Dynastiebildung im Adel und Verfassungsgeschichte. Mit seiner Dissertation über die städtischen Bordelle in Deutschland von 1350 bis 1600 will er die „Beziehungen zwischen der Gesellschaft und der Welt der Prostitution aus der Perspektive und mit den Begriffen der sogenannten Randgruppenforschung beschreiben“. Erstmals konnte er aus Verhörprotokollen die Arbeitsbedingungen der Prostituierten rekonstruieren, die von schwerster Ausbeutung, Zwang und Gewalt geprägt waren. Als Ergebnis stellte Schuster für den deutschsprachigen Raum eine mit Oberitalien und Südfrankreich vergleichbare Entwicklung in der Institutionalisierung der Prostitution fest.

## Schriften (Auswahl)
Monographien
- Das Frauenhaus – städtische Bordelle in Deutschland (1350–1600). Schöningh, München 1992, ISBN 978-3-506-78251-9.
- Der gelobte Frieden – Täter, Opfer und Herrschaft im spätmittelalterlichen Konstanz. UVK, Konstanz 1995, ISBN 978-3-87940-526-8.
- Eine Stadt vor Gericht – Recht und Alltag im spätmittelalterlichen Konstanz. Schöningh, München 2000, ISBN 978-3-506-78209-0.
- Verbrecher, Opfer, Heilige – eine Geschichte des Tötens 1200–1700. Klett-Cotta, Stuttgart 2015, ISBN 978-3-608-94845-5.

Herausgeberschaften
- mit Andrea Bendlage: Die letzten Tage der zum Tode Verurteilten. Das Tagebuch des Nürnberger Gefangenenseelsorgers Johann Hagendorn 1605–1620 (= Quellen zur Regionalgeschichte. Band 19). Verlag für Regionalgeschichte. Bielefeld 2022, ISBN 978-3-7395-1339-3